# Municipio Matamoros (Chihuahua)
Koordinaten: 26° 43′ N, 105° 33′ W
Matamoros ist ein Municipio mit etwa 4500 Einwohnern im mexikanischen Bundesstaat Chihuahua. Das Municipio hat eine Fläche von 1184 km². Verwaltungssitz und größter Ort des Municipios ist Mariano Matamoros, das ebenso wie das Municipio nach dem  Priester und Revolutionär Mariano Matamoros benannt ist.

## Geographie
Das Municipio Matamoros liegt im Süden des Bundesstaats Chihuahua auf einer Höhe zwischen 1500 m und 2500 m. 76 % der Gemeindefläche werden zur physiographischen Provinz der Sierra Madre Occidental gezählt, der Rest zu den Sierras y Llanuras del Norte. Das Municipio liegt vollständig in der hydrologischen Region Bravo-Conchos und entwässert in den Golf von Mexiko. Die Geologie des Municipios wird zu 36 % von rhyolithischen Tuffen bestimmt bei 34 % Konglomeratgestein, 19 % Alluvionen und 7 % Kalkstein-Lutit-Sandstein; vorherrschende Bodentypen im Municipio sind der Phaeozem (59 %), Leptosol (13 %), Cambisol (9 %) und Regosol (6 %). 73 % des Municipios werden als Weideland genutzt, 15 % sind bewaldet, 11 % dienen dem Ackerbau.
Das Municipio grenzt an die Municipios Santa Bárbara, Hidalgo del Parral, Allende und Coronado sowie an den Bundesstaat Durango.

## Bevölkerung
Beim Zensus 2010 wurden im Municipio 4499 Menschen in 1278 Wohneinheiten gezählt.  Davon wurden 16 Personen als Sprecher einer indigenen Sprache registriert, darunter 11 Sprecher der Tarahumara-Sprache. 4,4 Prozent der Bevölkerung waren Analphabeten. 1553 Einwohner wurden als Erwerbspersonen registriert, wovon 80 % Männer bzw. 4,4 % arbeitslos waren. 2,8 Prozent der Bevölkerung lebten in extremer Armut.

## Orte
Das Municipio Matamoros umfasst 33 bewohnte localidades, von denen lediglich der Hauptort vom INEGI als urban klassifiziert ist. Sechs Orte wiesen beim Zensus 2010 eine Einwohnerzahl von über 100 auf. Die größten Orte sind:
| Ort                                      | Einwohner |
| Mariano Matamoros                        | 2615      |
| El Verano (El Veranito, Ejido de Borjas) | 0486      |
| Ciénega de Ceniceros                     | 0306      |